# Riccia
Riccia è un comune italiano di 4 719 abitanti della provincia di Campobasso in Molise.

## Storia

### Epoca romana
Il centro sannita fu conquistato nella guerra sociale da Silla, ed aveva il nome di Aritia, diventando un avamposto romano.

### Epoca medievale
Con la conquista angioina nel XII secolo, Riccia divenne importante avamposto medievale, con la costruzione del castello sopra la vecchia fortificazione sannita, come punto di controllo del commercio.
Il feudo fu posseduto dall'abbazia di San Pietro di Torremaggiore nel XII secolo, e rimase in tale condizione anche durante il passaggio di Federico II di Svevia. Dopo la morte dell'Imperatore il feudo passò alla famiglia De Parisio a seguito della donazione fattagli da papa Alessandro IV. Nel XIV secolo con la dominazione angioina, Riccia fu concessa al giurista Bartolomeo Di Capua, primo duca di Termoli, appartenente alla casa degli Altavilla. Avendo parteggiato per Luigi I d'Angiò contro Carlo di Durazzo, fu privato dei feudi, appena il Durazzo salì al trono partenopeo, e furono assegnati a Luigi De Capua, signore di Riccia nel 1282. Gli successe Andrea Di Capua nel 1397, uno dei signori più influenti nella storia del vassallaggio molisano, che ebbe anche i feudi di Campobasso e Gambatesa. Fedele a Ladislao di Durazzo re di Napoli, si sposò con Costanza di Chiaromonte.

Stemma dei Di Capua

Costanza, figlia di Manfredi da Chiaromonte, conte di Modica e Ragusa, era stata concessa a Ladislao, dato che aveva una ricca dote che permise a Ladislao di continuare la guerra contro gli Angiò e Luigi II. Con l'evolversi della guerra però i Chiaromonte persero i possedimenti di Sicilia, Costanza fu ripudiata da Ladislao, mentre Andrea Chiaromonte prendeva le redini della famiglia. Andrea Di Capua decise di prendere Costanza come moglie, avendo Ladislao concesso una dote di 20 000 ducati.

### Età feudale e moderna
Riccia rimase fino alle soglie del XIX secolo feudo della famiglia De Capua, e poi di altre. Con Bartolomeo III Di Capua Riccia raggiunse l'apice dello splendore economico, dacché Bartolomeo ricevette numerosi benefici nel 1506 e venne nominato viceré della Capitanata e del Molise. Ebbe come fratelli Andrea duca di Termoli, e signore di Gambatesa, poi Giovanni capitano delle milizie aragonesi, Fabrizio arcivescovo di Otranto. Bartolomeo VI Di Capua fu l'ultimo feudatario, protonotaio del Regno e colonnello della Terra di Lavoro durante la battaglia di Velletri nel 1744, dove rimase ferito. Bartolomeo cercò di mantenere intatti i possedimenti originari dalla dote di Costanza di Chiaromonte, ma a causa di sperpero di denaro e debiti, Riccia venne affidata a funzionari reali insieme agli altri feudi dei Di Capua.
Alla sua morte nel 1792 il Regio Fisco incamerò i beni comunali, nel 1799 durante i moti giacobini venne assaltato il palazzo del governatore, a seguito del terremoto del Molise del 1805 tale palazzo venne inghiottito da una frana, insieme a parte del castello. Durante il periodo risorgimentale, moti ci furono nel 1848, seguiti dal brigantaggio, che si diffuse soprattutto dopo il 1861, e si distinsero Pelorosso, Varanelli e Caruso.
Ciononostante, Riccia ebbe un rapido sviluppo economico alle soglie del Novecento, essendo uno dei paesi più numerosi del Molise centrale ove fu inclusa nella provincia di Campobasso.

### Simboli
Lo stemma e il gonfalone sono stati concessi con decreto del presidente della Repubblica del 7 ottobre 1976.
Il gonfalone è un drappo partito di rosso e di giallo.

## Monumenti e luoghi d'interesse
Il centro storico di Riccia si divide nel rione medievale, e in quello sviluppatosi nel XVIII-XX secolo. La prima parte è a pianta elicoidale irregolare, con la parte più alta sormontata dalla torre del castello; la strada principale è via Castello, dove si trovano la Zecca antica, la chiesa della Madonna delle Grazie, e verso sud la chiesa dell'Annunziata, in via Bartolomeo Zaburri, mentre ad est in via Arco del Filosofo c'è la parrocchia di Santa Maria Assunta. Si presume che questa parte antica della cittadina fosse l'arx italica, conquistata poi da Roma. Alcune scoperte archeologiche hanno riguardato le aree di Campo San Pietro, Pesco del Tesoro e Cerignano, e hanno fatto comprendere come questi insediamenti antichi risalgano già alla popolazione italica dei Sanniti, i quali avevano eretto delle fortificazioni di confine. Alcuni storici sostengono che Riccia fosse sorta come piccola colonia romana durante la campagna militare di Lucio Cornelio Silla. Lo storico romano Frontino annota Aricia oppidum pro lege Sullana. Tuttavia lo storico Nibby smentisce il fatto che Frontino si riferisse alla città del Molise, parlando invece dell'Ariccia laziale Fatto sta che nei documenti del XII secolo il toponimo è "Saricia", o "Ricia - Aritae" nel XIV secolo. Nel 642 d.C. giunsero nel Molise gli Schiavoni scampati all'eccidio di Rodoaldo nella battaglia dell'Ofanto, in epoca longobarda, quando venne edificata una prima rocchetta di guardia nel punto alto del paese.
La seconda porzione, più moderna, detta "Terranova", è delimitata dagli assi di via Roma e viale Marconi, l'organizzazione planimetrica è più regolare, rispetto al rione medievale, con assi ortogonali che si sviluppano attorno all'area del Municipio, ricavato dall'ex convento dell'Immacolata Concezione, dietro cui si trova il giardino del piazzale quadrangolare dedicato, a Umberto I di Savoia. Da via Garibaldi, in direzione ovest, si accede a nuovi quartieri residenziali, non ancora pienamente sviluppati, che sorgono nell'area del cimitero, dove si trova la chiesa del Carmine.

### Architetture religiose
Chiesa madre di Santa Maria Assuntarisale al XIII secolo, anche se di medievale oggi si conserva poco, ossia il portale gotico a sesto acuto, con ornamenti in doglie d'acanto nei capitelli e leoni su mensoline. L'esterno è stato rifatto nel Novecento seguendo una sorta di vago stile medievale, con pietre conce in modo da realizzare una facciata pseudo romanica a salienti. Il campanile medievale è a torre con cuspide. L'interno barocco conserva gli stemmi quattrocenteschi di Bartolomeo de Capoa e Aurelia Orsini, nel fondo della navata sinistra (la chiesa conserva l'impianto medievale a croce latina con tre navi), si trova la cappella con la volta a crociera costolonata ed arco gotico. Il dipinto affrescato è la "Dormitio Virginis" di Silvestro Buono, allievo di Antonio Solario "Lo Zingaro" (1480 ca). La Vergine si trova distesa esanime sul letto di morte, riccamente decorato da finissimi dettagli e ricoperto d'oro, con attorno gli Apostoli. Il volto della Madonna è sereno, quasi dorma, nella parete opposta c'è il quadro del beato Stefano Corumano insieme alla Madonna col Bambino. L'altare maggiore è barocco, in pietra scolpita, così come il tabernacolo delle pareti laterali.
Chiesa della Santissima Annunziatasi trova nel rione del centro storico, risalente al 1378, come indica la data del portale, ha una sola navata, con facciata superiore rettilinea, portale gotico ogivale molto semplice, ornato da colonne con simboli in tralci vegetali che ricordano la maniera romanica. Gli elementi architettonici del portale si alternano sulle esili colonnine, e hanno anche una colomba, un pomo, un coniglio e un leone in rilievo, sulla sinistra della facciata si erge il turrito campanile cuspidato, con orologio centrale del 1890, in sostituzione di uno più antico del 1787. All'interno ci sono il dipinto dell'Annunciazione, con la Madonna e San Michele sovrastati da Dio Padre benedicente, poi la Deposizione di Adamo Rossi, il lavabo nella sacrestia, d'epoca rinascimentale del 1507.
Chiesa della Madonna delle Grazieè una delle chiese più antiche di Riccia, situata a pochi passi dal castello. Sorge nel Piano della Corte, voluta nel 1500 da Bartolomeo III di Capua-Orsini come cappella privata. Ha facciata molto semplice in pietra concia, con portale a colonne di ordine dorico. Di ornamento una nicchia con lo stemma di Bartolomeo e Aurelia Orsini, nel fregio compare la scritta BARTHOLOM III DE CAP COME ALTAEV CAPITIN AC COMIT MOL VICE REX TEMPL A MAIORIB CONDIT EX SUO INSTAURAVIT ET AVXIT MCCCCC. L'interno ha navata unica, divisa in due da un grande arco a tutto sesto, la parte anteriore è più lunga e alta, caratterizzata da acquasantiera a conchiglia, sorretta da esile colonnina, i due altari di San Domenico e San Francesco, e infine un portale rinascimentale. L'altra parte ha un altare mistilineo, volta a crociera con costoloni poggianti su colonne e capitelli cubici, e i sepolcri della famiglia De Capua che governò Riccia: Luigi II, Andrea e Costanza di Chiaromonte, Luigi III e Francesco di Capua, infine il sepolcro di Bartolomeo III.
Chiesa della Beata Vergine del Carminesorge presso il cimitero. Ha pianta ottagonale, con portale ottocentesco, restaurato nel 1875, la chiesa è di epoca barocca (XVIII secolo), l'interno ha un trittico in legno che rappresenta la Madonna coi profeti Elia ed Eliseo, e in giù il Battista, San Michele e Sant'Alberto. Da ammirare due arcate rinascimentali della precedente chiesa, a corona del Crocifisso e all'immagine di San Gregorio, l'altare maggiore è decorato da un piccolo tempietto votivo che racchiude la statua della Madonna, affiancata da altre.
Chiesa di San Michelepiccola cappella ampliata nel 1835 con due navate e la costruzione del campanile a torre. La parete frontale viene decorata nel 1910 da Pietro Moffa e Alvaro Giovanni di Casacalenda. La statua di San Michele è opera di Matteo Di Iasio, mentre è ignoto l'autore del dipinto del parroco Giuseppe Moffa, fondatore della cappella, che prega davanti all'Angelo. Visibile è la Madonna del Latte, di scuola fiorentina.
Ex convento dell'Immacolata Concezionesi trova in Piazza Umberto I, monastero dei Padri Cappuccini. La facciata è stata rifatta in stile pseudo romanico, in pietra concia con portali a tutto sesto, con lunette ornate da mosaici dell'Immacolata e di Gesù in maestà, opera di Ettore Marinelli. All'ingresso, sulla volta, è visibile un affresco del 1696 che ritrae San Francesco che riceve le stimmate, l'altare maggiore è in legno, con grandi ornamenti, opera di frate Bernardino da Mentone, al centro c'è la statua della Vergine Immacolata sovrastata dallo Spirito Santo, e posta tra San Giuseppe sposo e Maria di Madgala.

### Architetture civili
Casa della Zeccasorge presso la chiesa della Madonna delle Grazie, è un palazzetto rinascimentale che fu famoso nel XV secolo, quando Ladislao di Durazzo di Napoli concesse a varie città del Regno di battere i bolognini. Il palazzetto ha un loggiati di archi a sesto ribassati, poggianti su colonne doriche, abbastanza sciupate, ma che conservano ancora i tratti di metope nel fregio e triglifi.
Palazzo Museo delle Arti e Tradizioni Contadinel'antico Palazzo Magazeno del castello medievale è stato recuperato per ospitare il Museo. Ha al piano terra in pietra da taglio due aperture ad arco, al piano superiore in mattoni quattro aperture a tutto sesto hanno una scala di accesso, archi sovrastano il ballatoio, sorretto da archi inferiori, che valorizzano il complesso architettonico nella sua completezza. Il museo è stato allestito nel 1997 per volere dell'associazione "Il Tempo e la Memoria", si possono ammirare diversi arnesi usati nei secoli passati dagli abitanti per la lavorazione della terra e per l'uso domestico, come "u Palemène", una vasca scavata nella pietra per pigiarci l'uva, "u Muttille", del 1700, imbuto di legno, telai ottocenteschi per la tessitura, un aratro di legno del 1700, un abito da sposa d'ambito contadino di fine '800, una vestaglia da notte lavorata del primo '900, e anche strumenti musicali popolari, tromboni, una bilancia da emporio del primo '900.

### Architetture militari

#### Castello medievale

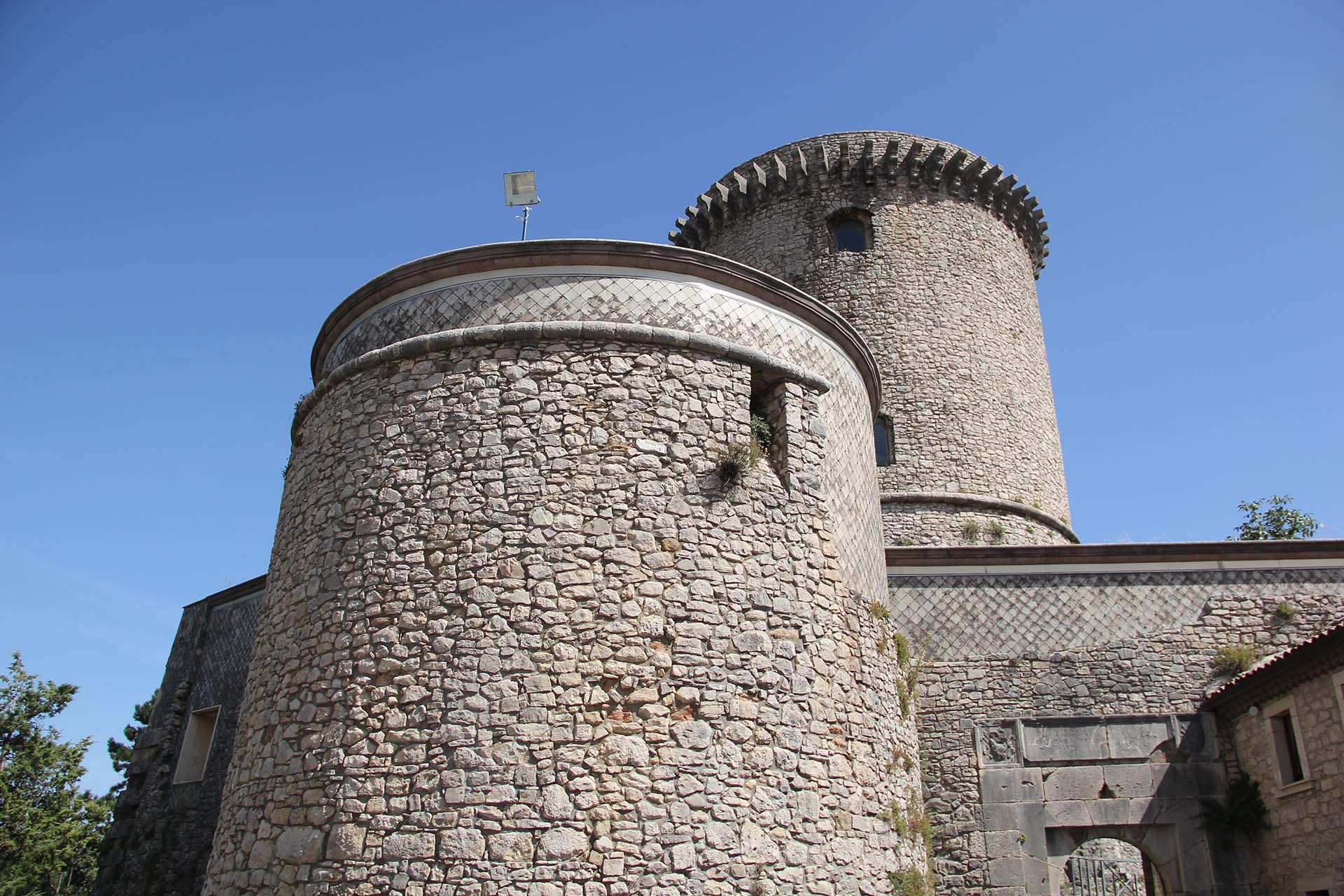
Il Castello di Riccia

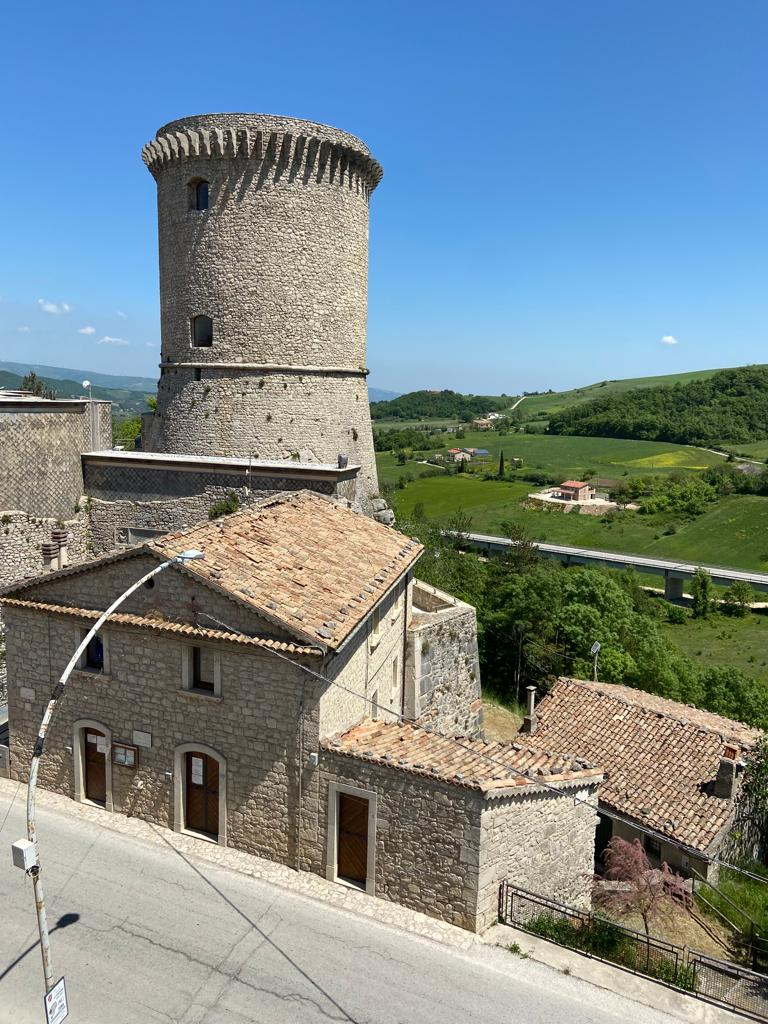
Dettaglio della torre del castello

Il castello fu costruito dagli Angioini: nel 1285 Bartolomeo di Capua lo dette a Carlo d'Angiò, dipendente dal centro di Gambatesa. Nel 1400 fu abitato da Costanza Chiaramonte, ex contessa di Modica, ex Regina di Napoli, in quanto sposa nel 1389 di Re Ladislao I di Napoli D'Angiò, poi ripudiata tre anni dopo. Andata nel 1395 in seconde nozze con Andrea Di Capua conte d'Altavilla, primogenito del Principe di Riccia, Luigi di Capua, venne a vivere appunto a Riccia, dove morì nel 1423. Sia Costanza Chiaramonte, che il marito Andrea ed il suocero Luigi di Capua sono sepolti a Riccia in una cappella gentilizia, all'interno della Chiesa di Santa Maria delle Grazie. Nel '500 passò a Bartolomeo III che lo trasformò in vera roccaforte militare. Però nel 1799 una sollevazione popolare distrusse la facciata del castello.
Il castello oggi è conservato in forma non integra: mancano alcune parti del recinto fortificato e alcune torri. Il cortile è ben conservato, così come il torrione e il palazzo ducale, che oggi ospita il Museo delle Arti.
Il castello aveva pianta a recinto triangolare.

##### Torre cilindrica
La torre angioina è a pianta circolare, suddivisa in due settori da una cornice. In cima ha due finestre. La sommità è decorata da dentelli e merlature.

### Aree naturali

#### Bosco Mazzocca
È un bosco di latifoglie (composto soprattutto di frassini e cerri) di proprietà comunale, esteso circa 400 ettari e situato ad un'altezza media di 800 metri s.l.m. La sua superficie, che originariamente ammontava ad oltre 800 ettari, fu ridotta della metà nel corso del XIX secolo per dare una risposta concreta alla fame di terra coltivabile che veniva da una popolazione in sensibile aumento e senza altre risorse. Fu quindi disboscata una larga fascia, ricavandone 576 quote di terreno che furono assegnate gratuitamente ai contadini poveri e senza terra. Un segno di questa parcellizzazione è chiaramente visibile nella regolarità dei campi coltivati e delle stradine erbose di servizio che li affiancano e suddividono.
Attualmente il bosco viene utilizzato in massima parte per fornire legna da ardere (con un uso civico a favore dei cittadini residenti) seguendo un piano di rotazione ventennale. La parte nord-orientale è stata invece riservata all'alto fusto e alle attività ricreative e ludiche.
Percorsi di notevole interesse sono l'anello stradale che cinge la fustaia e la caratteristica stradina della Serrola che si snoda a serpentina sotto una galleria di alberi, costituendo un valido itinerario per i cicloamatori.
Il Bosco Mazzocca è facilmente raggiungibile percorrendo la SS 212 che, partendo da Riccia, lo attraversa longitudinalmente da nord a sud sino al confine con la provincia di Benevento.

## Società

### Evoluzione demografica
Abitanti censiti

## Cultura

### Eventi
La festa dell'uva (88ª edizione nel 2019) si tiene ogni anno la seconda domenica di settembre e consiste in una sfilata di carri allegorici realizzati artisticamente con materiali poveri, perlopiù naturali e reperiti nelle campagne circostanti il paese, decorati con chicchi di uva; tali carri, originariamente molto piccoli nelle dimensioni e semplici nella fattura, col passare degli anni sono divenuti più grandi e sofisticati negli addobbi viticoli e nelle composizioni figurative; la sfilata è preceduta da un corteo di gruppi folk e sbandieratori.
La festa patronale di Maria Santissima del Carmine prevede un fitto programma religioso e civile. 
Riccia dedicò la sua prima chiesa alla Madonna delle Grazie, poi intitolata al Beato Stefano Corumano ed attualmente sconsacrata, ed il culto iniziò intorno al 1520. 
Riccia è un paese mariano, infatti tutte le chiese sono intitolate alla Madonna con i vari titoli a lei dedicati (Assunta, Immacolata, Annunziata, del Rosario, del Carmine). 
I devoti alla Madonna iniziano la venerazione dal mese di maggio partecipando ai riti previsti in tale mese che coinvolgono tutto il paese, soprattutto le contrade, ciascuna dotata di edicola religiosa. 
La domenica che precede il 7 luglio, la venerata statua della Madonna del Carmine viene portata in processione dal suo Santuario, adiacente al cimitero, alla chiesa Madre (chiesa di Maria Assunta) più grande e, quindi, più adatta ad accogliere il gran numero di fedeli che dal 7 al 15 luglio partecipano alla novena a lei dedicata. Il 16 luglio, giornata della festa liturgica, un grande numero di fedeli, compresi i riccesi emigrati, si riunisce per partecipare alla lunga processione solenne che si snoda nelle vie principali del paese.

## Amministrazione
Di seguito è presentata una tabella relativa alle amministrazioni che si sono succedute in questo comune.
| Periodo           | Periodo          | Primo cittadino      | Partito                   | Carica         | Note  |
| ----------------- | ---------------- | -------------------- | ------------------------- | -------------- | ----- |
| 5 giugno 1985     | 7 luglio 1990    | Tommaso Di Domenico  | Democrazia Cristiana      | Sindaco        | [ 8 ] |
| 7 luglio 1990     | 13 luglio 1993   | Salvatore Panichella | Democrazia Cristiana      | Sindaco        | [ 8 ] |
| 1º settembre 1993 | 24 aprile 1995   | Michele Fanelli      | Democrazia Cristiana      | Sindaco        | [ 8 ] |
| 24 aprile 1995    | 30 agosto 1996   | Giovanni D'avanti    | Partito Popolare Italiano | Sindaco        | [ 8 ] |
| 18 novembre 1996  | 11 novembre 1998 | Enrico Lucio Fanelli | Partito Popolare Italiano | Sindaco        | [ 8 ] |
| 4 dicembre 1998   | 13 gennaio 1999  | Maria Tirone         |                           | Comm. pref.    | [ 8 ] |
| 13 gennaio 1999   | 14 giugno 1999   | Maria Tirone         |                           | Comm. straord. | [ 8 ] |
| 14 giugno 1999    | 14 giugno 2004   | Enrico Lucio Fanelli | lista civica              | Sindaco        | [ 8 ] |
| 14 giugno 2004    | 2 marzo 2008     | Enrico Lucio Fanelli | lista civica              | Sindaco        | [ 8 ] |
| 2 marzo 2008      | 8 aprile 2008    | Ruggero D'Addona     |                           | Comm. pref.    | [ 8 ] |
| 8 aprile 2008     | 8 giugno 2009    | Ruggero D'Addona     |                           | Comm. straord. | [ 8 ] |
| 8 giugno 2009     | 26 maggio 2014   | Micaela Fanelli      | lista civica              | Sindaco        | [ 8 ] |
| 26 maggio 2014    | 8 agosto 2018    | Micaela Fanelli      | lista civica              | Sindaco        | [ 8 ] |
| 27 maggio 2019    | 9 giugno 2024    | Pietro Testa         | lista civica              | Sindaco        | [ 8 ] |
| 9 giugno 2024     | in carica        | Pietro Testa         | lista civica              | Sindaco        | [ 8 ] |